# Kongeriget Valencia
Kongeriget Valencia (catalansk: Regne de València; spansk: Reino de Valencia; latin: Regnum Valentiae) var et kongerige på østkysten af den Iberiske Halvø, der eksisterede fra 1238 til 1707. Kongeriget havde centrum i byen Valencia, og dets område er mere eller mindre sammenfaldende med den nuværende spanske region Valencia. Kongeriget Valencia var under hele sin eksistens et af rigerne, der indgik i Aragoniens krone.
Kongeriget Valencia blev oprettet i 1238 af kong Jakob 1. af Aragonien (kaldet Jakob Erobreren), efter han med aragonske og catalanske styrker havde erobret det mauriske taifa Balansiya under Reconquistaen, den langstrakte erobring af den Iberiske Halvø fra maurerne. Han organiserede området som et kongerige under Aragoniens krone. Det var dermed undergivet de aragonske kongers herredømme men havde sin egen administration og institutioner.
Da Aragoniens krone blev forenet med Castiliens krone i en dynastisk union, der dannede Kongeriget Spanien, blev Kongeriget Valencia et af rigerne, der udgjorde det spanske monarki. Kongeriget Valencia blev opløst af kong Filip 5. af Spanien i 1707 som konsekvens af Nueva Planta-dekreterne, der var et resultat af den Spanske Arvefølgekrig.